# Rainer Offergeld
Rainer Offergeld, né le 26 décembre 1937 à Gênes, est un homme politique allemand du Parti social-démocrate d'Allemagne (SPD).
Il est secrétaire d'État parlementaire de 1972 à 1978, puis ministre fédéral de la Coopération économique jusqu'à la chute de la coalition sociale-libérale d'Helmut Schmidt en 1982. Deux ans plus tard, il est élu maire de la ville de Lörrach et occupe ce poste jusqu'en 1995. Il est désormais retiré de la vie politique.

## Biographie
Après avoir passé son Abitur en 1957, il suit des études supérieures de droit et de sciences économiques, et obtient en 1965 son second diplôme juridique d'État. Il devient alors fonctionnaire dans l'administration judiciaire, puis passe à l'administration fiscale. Il quitte la fonction publique en 1969.
Une fois sa carrière politique achevée, il part travailler dans le secteur privé en tant qu'avocat fiscaliste.

## Parcours politique
Élu député fédéral du Bade-Wurtemberg au Bundestag en 1969, il est nommé secrétaire d'État parlementaire au ministère fédéral de l'Économie et des Finances le 15 mars 1972. Il reste rattaché au département de l'Économie quand celui-ci est séparé des Finances, le 15 décembre suivant, tout en prenant la vice-présidence de la commission parlementaire de l'Économie. Il passe au ministère des Finances près de deux ans plus tard, le 24 janvier 1975, et renonce à ses fonctions au Bundestag.
Le 16 février 1978, Rainer Offergeld est nommé ministre fédéral de la Coopération économique dans la coalition sociale-libérale dirigée par Helmut Schmidt. Il conserve ce poste jusqu'au 1er octobre 1982, quand le Bundestag vote une motion de censure constructive contre Schmidt.
Il démissionne du Bundestag en 1984, à la suite de son élection comme maire de Lörrach, un poste qu'il occupe pendant onze ans, après quoi il met fin à sa carrière politique.